# Jules-Marie Canneel
Pour les articles homonymes, voir Canneel.
Jules-Marie Canneel, né à Bruxelles le 21 avril 1881 où il est mort le 24 septembre 1953, est un artiste-peintre et caricaturiste belge.

## Biographie
Jules-Marie Canneel est issu d'une famille d'artistes. Il est le fils de Jules Canneel (1857-1940) et de Marie Eugénie Van Langhenhoven. Il est le petit-fils de l'artiste-peintre Théodore Canneel. Il est également le frère de Jean, Eugène et Marcel Canneel. 
Il reçoit sa formation artistique à l'Atelier Blanc-Garin et à l'École des beaux-arts de Bruxelles. 
Il participe comme soldat à la Première Guerre mondiale dans les tranchées du front de l'Yser. 
Il est un peintre de figures et de paysages méditerranéens et nord-africains qui renouent avec un orientalisme raffiné. Il a exposé chez Bernheim-Jeune, au Cercle artistique de Bruxelles et dans de nombreux salons artistiques. 
On lui doit, entre autres, les illustrations des ouvrages littéraires L'Intelligence des fleurs de Maurice Maeterlinck et du Roman d'un Spahi de Pierre Loti.

## Œuvres[3]
- Entrée de la baie d'Oran.
- Les falaises d'Arzen-Oran, Musée d'art moderne de Bruxelles.
- Portrait de Mme Mady Purnode du Théâtre de la Monnaie.
- Le Fiacre (à Grenoble).

## Distinctions
- Chevalier de l'ordre de la Couronne.
- Médaille de la Victoire.
- Médaille commémorative de la guerre 1914-1918.